# Sordariales
Die Sordariales sind eine Ordnung der Schlauchpilze. Der Großteil der Arten besiedelt Holz und Dung. 

## Merkmale
Die Fruchtkörper sind relativ groß, sie entstehen an der oder durchdringen die Oberfläche des Substrates. Die Fruchtkörperwand besteht aus großen Zellen. Bei manchen Arten kommen Paraphysen vor, ebenso subapikale Globuli in den Asci. Die Ascosporen sind vielgestaltig und reichen von zylindrischen, hyalinen Sporen bis zu ellipsoidischen, braunen Sporen, häufig mit Anhängen oder Scheiden. Bei vielen Arten fehlen Anamorphe, wo sie auftreten, sind es leicht pigmentierte, phialidische, Phialophora-ähnliche Anamorphe. Bei manchen Arten keimen die Ascosporen direkt zu Phialiden aus. 

## Systematik
Zhang et al. konnten 2006 erstmals zeigen, dass die Sordariales wohl eine monophyletische Gruppe sind. Zur Ordnung werden folgende Familien gezählt (mit ausgewählten Gattungen und Arten):
- Chaetomiaceae mit 15 Gattungen
- Lasiosphaeriaceae mit 27 Gattungen
  - Podospora und
  - Cercophora sind beide polyphyletisch.
- Sordariaceae mit 10 Gattungen, sind monophyletisch
  - Copromyces
  - Neurospora
    - Neurospora crassa, Modellorganismus für Genetik.

  - Sordaria

Weitere 20 Gattungen sind bei Eriksson keiner Familie zugeordnet.

## Belege